# Специални образователни потребности
Понятието специални образователни потребности (СОП) е определено в нормативните актове на Министерството на образованието и науката.

## Причини
СОП могат да имат деца, които срещат различни затруднения в обучението си, поради:
- Сензорни увреждания (нарушено зрение или увреден слух);
- Физически увреждания;
- Умствена изостаналост;
- Езиково-говорни нарушения;
- Специфични обучителни трудности;
- Емоционални или поведенчески;
- Нарушения на общуването и комуникацията;
- Хронични заболявания, които водят до СОП;
- Множество увреждания

## Нормативна уредба
Децата, които имат специални образователни потребности, се нуждаят от специална педагогика и използват услугите на ресурсен учител, който е назначен от съответния ресурсен център. Съгласно чл. 126. (1) от закона за предучилищното и училищното образование (обн., ДВ, бр. 79 от 13.10.2015 г., в сила от 1.08.2016 г.) учениците със специални образователни потребности не повтарят класа. Чл. 95 от същия закон постановява необходимост (но не е задължителна) да се разработва индивидуален учебен план въз основа на училищния учебен план и за децата със специални образователни потребности. Процедурата по установяване на това дали детето е със специални образователни потребности се описва в наредба за приобщаващото образование, приета през 2017 г. (обн. - ДВ, бр. 86 от 27.10.2017 г., в сила от 27.10.2017 г.; ...; изм. и доп. ДВ. бр.92 от 27 октомври 2020 г.) (акт. 11.11.2020 г.).

## Статистика
Близо 17 000 са децата със СОП през 2017 г., за които се твърди, че посещават училище с ресурсно подпомагане или масова детска градина
Към септември 2020 г., изказване на председателя на Националната асоциация на ресурсните учители уточнява, че децата и учениците със СОП в България са близо 25 000. Според него данните на Световната здравна организация са, че всяко десето дете в света е с различна степен на увреждания или със специални потребности.